# Forthing
Forthing (Фортинг) — бренд легковых автомобилей, разработан одним из крупнейших национальных предприятий автомобильной промышленности Китая — Dongfeng Liuzhou Motor Co., Ltd.
Dongfeng Liuzhou Motor Co., Ltd. — это полностью государственная, дочерняя компания Dongfeng Motor Group, расположенная в городе Лючжоу провинции Гуанси в Китае.
Компания Dongfeng Liuzhou Motor была основана в 1954 году и начала заниматься производством автомобилей с 1969 года. Её производственные площади занимают 2,13 млн м2. В 2021 году операционная прибыль компании достигла 27,243 миллиарда долларов.
В течение 60 лет компания производит автомобили и обучает сотрудников и партнеров, придерживаясь духа «самоукрепления, создания совершенства и инноваций, имея одно сердце и один разум, служа нации и народу».
Первый автомобиль бренда появился в 2001 году под названием «Fengxing» (风行).
10 июня 2021 года в Шанхае состоялась конференция по обновлению бренда, на которой был представлен совершенно новый логотип в виде Льва — означающий «уверенность, бесстрашие и храбрость». Это бренд для современных людей, которые ценят качество и комфорт. Фортинг обозначает движение вперёд.

## Продукция

### Выпускаемые автомобили
- Forthing T5 (2018 — настоящее время), компактный кроссовер

- Forthing T5 EVO (2021 — настоящее время), компактный кроссовер
- Forthing Leiting (2023 — настоящее время), компактный кроссовер
- Forthing SX6 (2016 — настоящее время), среднеразмерный кроссовер
- Forthing Yacht/4 U-Tour (2022 — настоящее время), среднеразмерный минивэн
- Forthing Yacht V9/U-Tour V9, полноразмерный MPV

#### Минивэны
- Forthing Lingzhi (2001 — настоящее время), среднеразмерный MPV
- Forthing Lingzhi M5 (2018 — настоящее время), полноразмерный MPV
- Forthing Lingzhi M7 (2019 — настоящее время), полноразмерный MPV
- Forthing Lingzhi Plus (2021 — настоящее время), полноразмерный MPV

#### Joyear (Jingyi)
- Forthing Jingyi S50/Forthing S50 EV/Forthing S60 EV (2014 — настоящее время), компактный седан

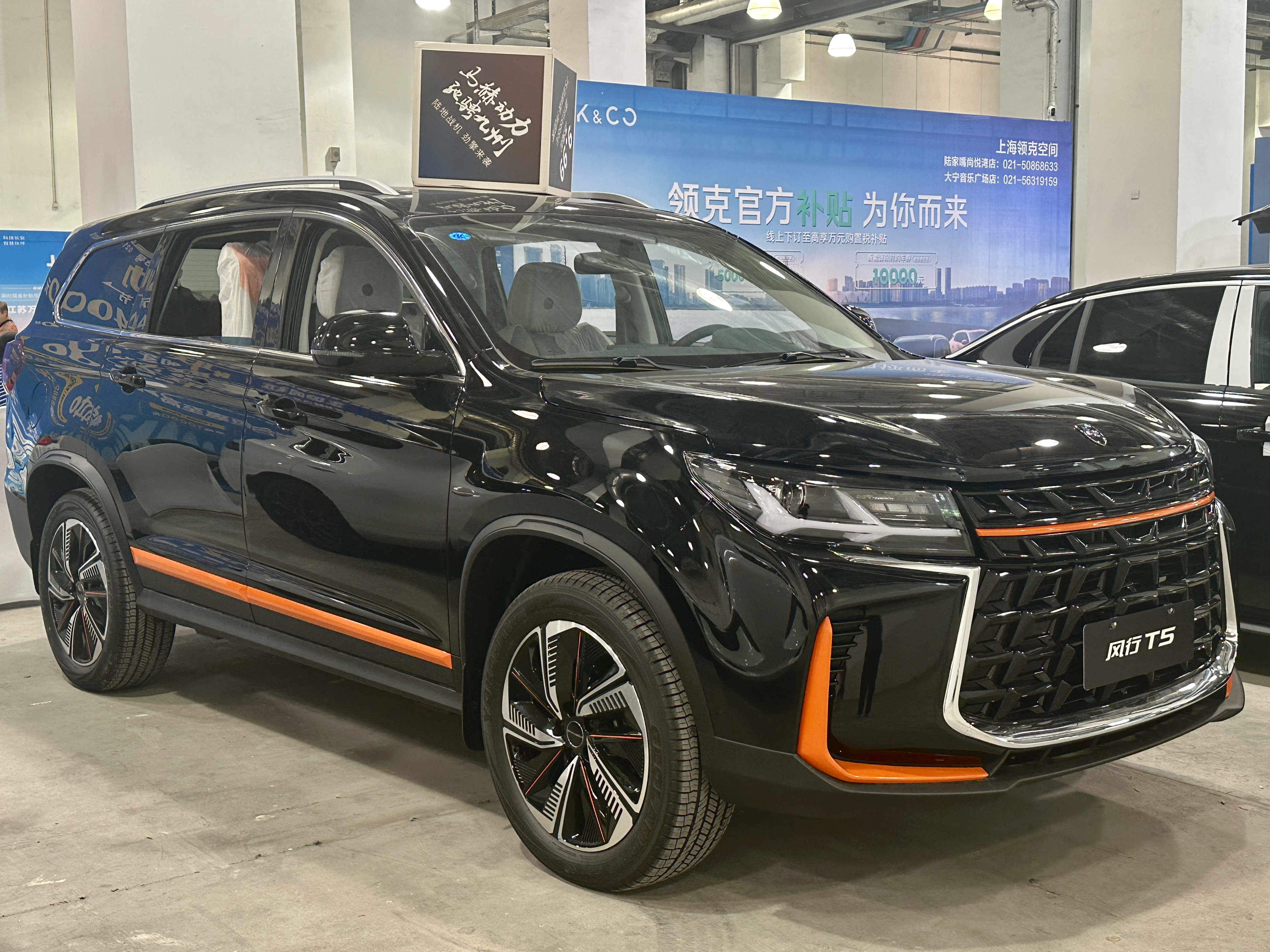
Forthing T5
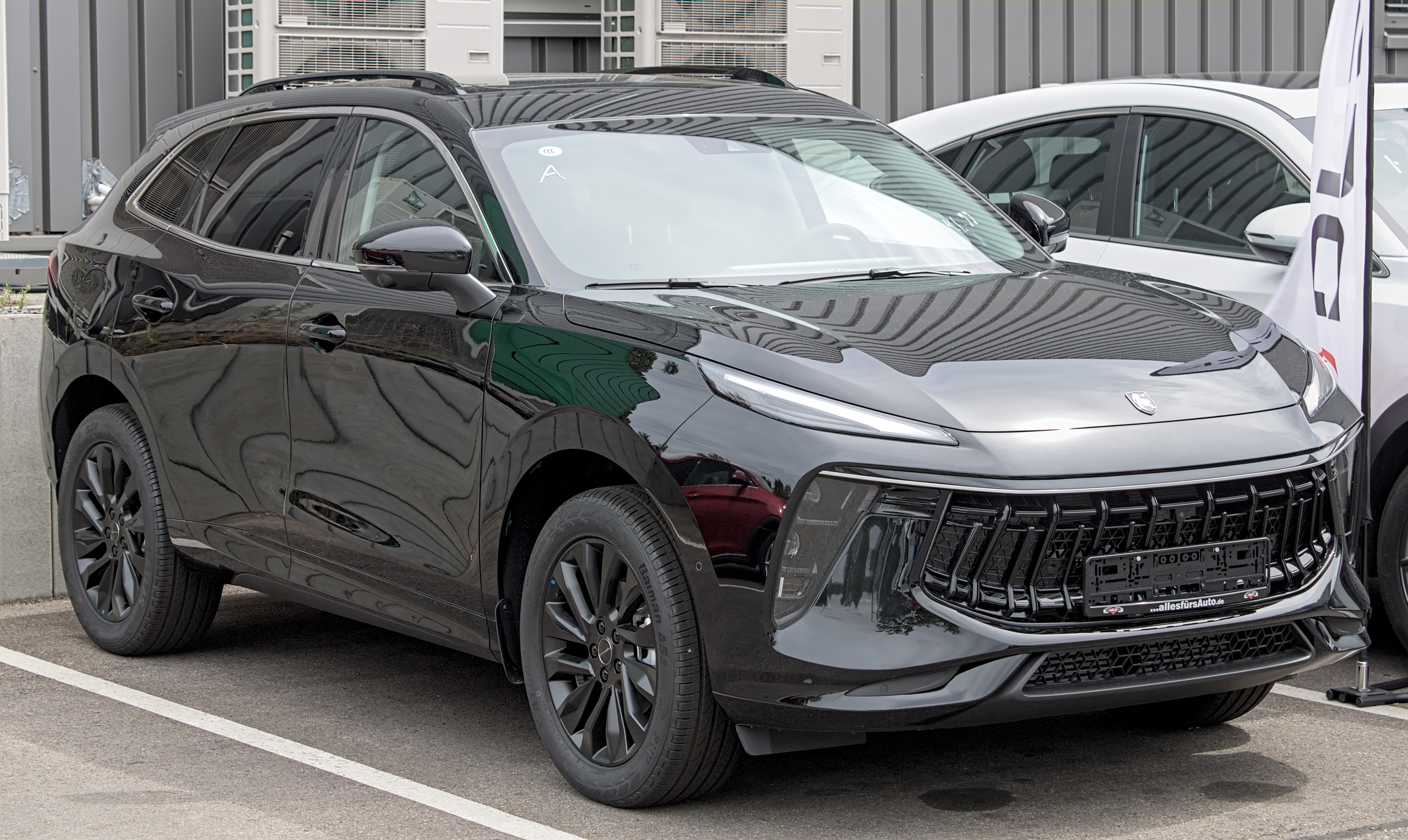
Forthing T5 EVO
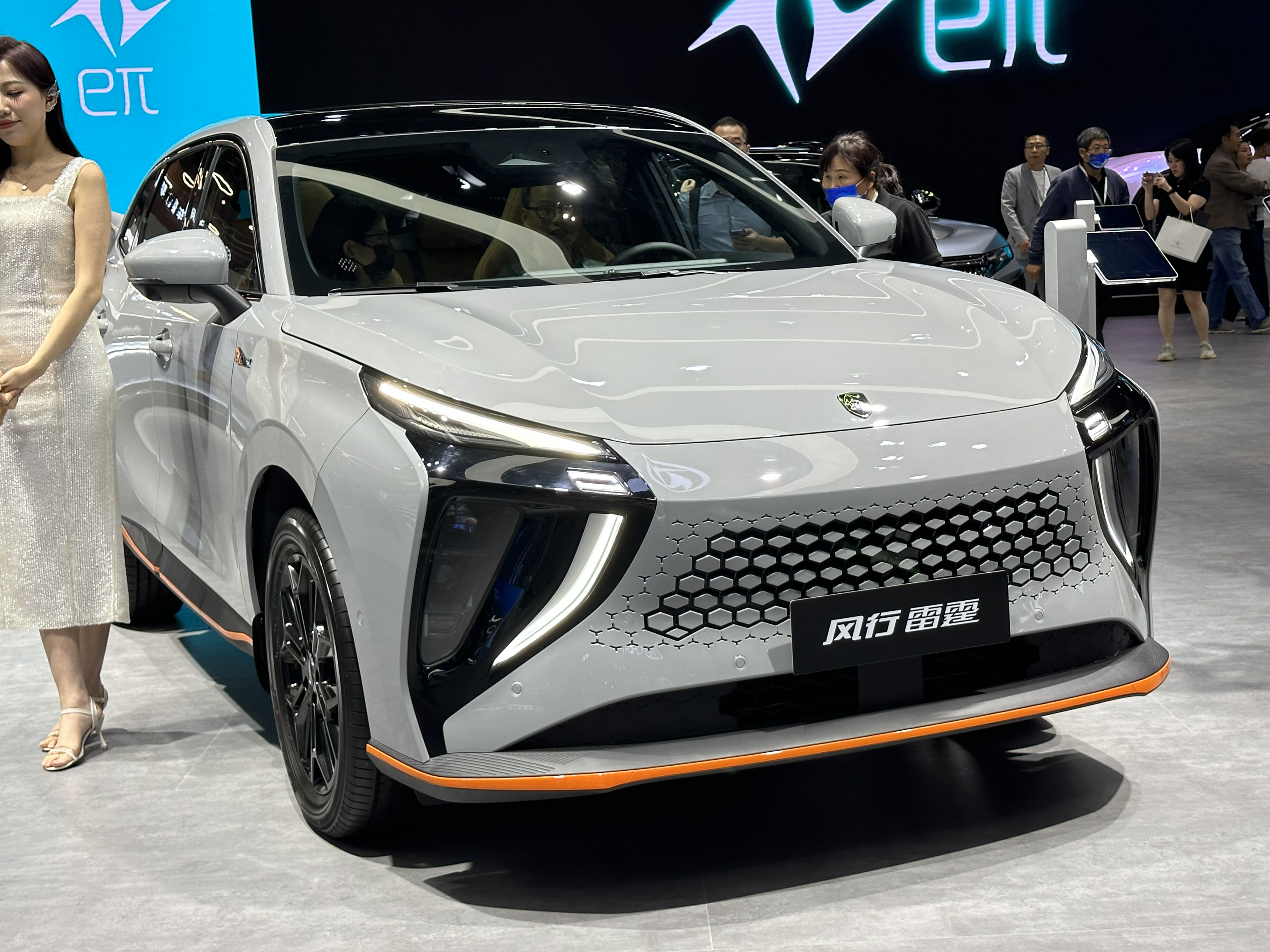
Forthing Leiting
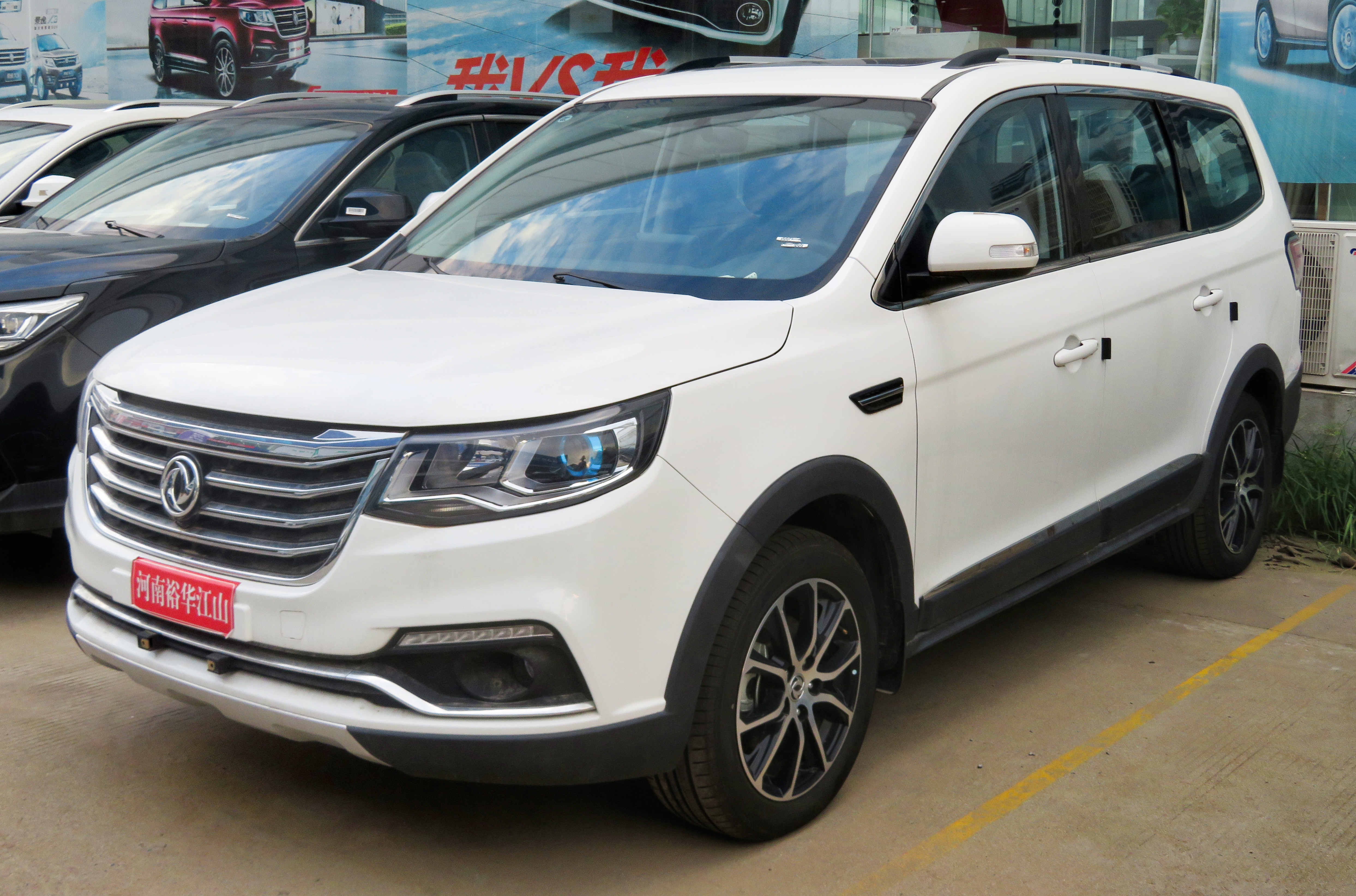
Forthing SX6
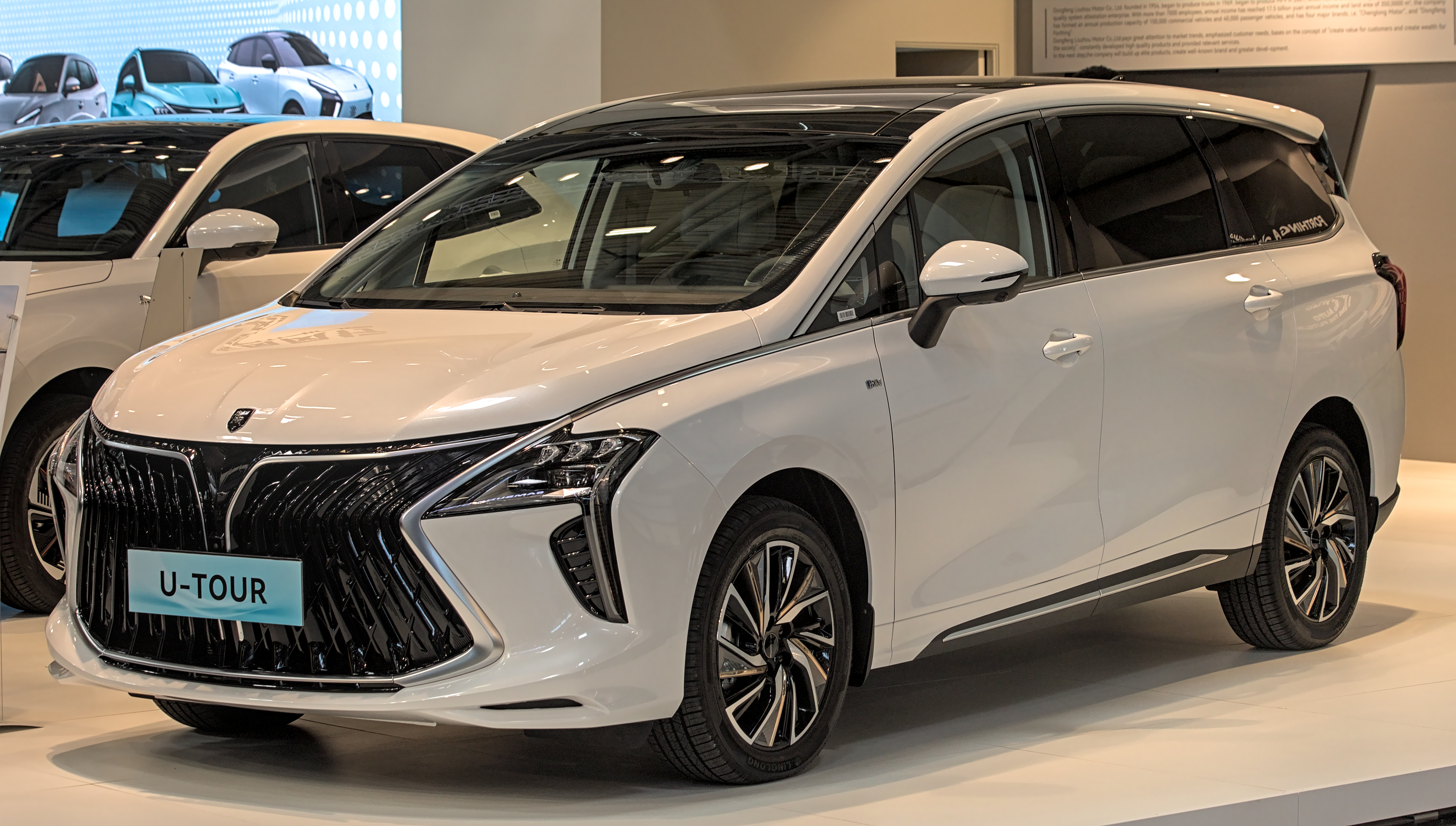
Forthing Yacht
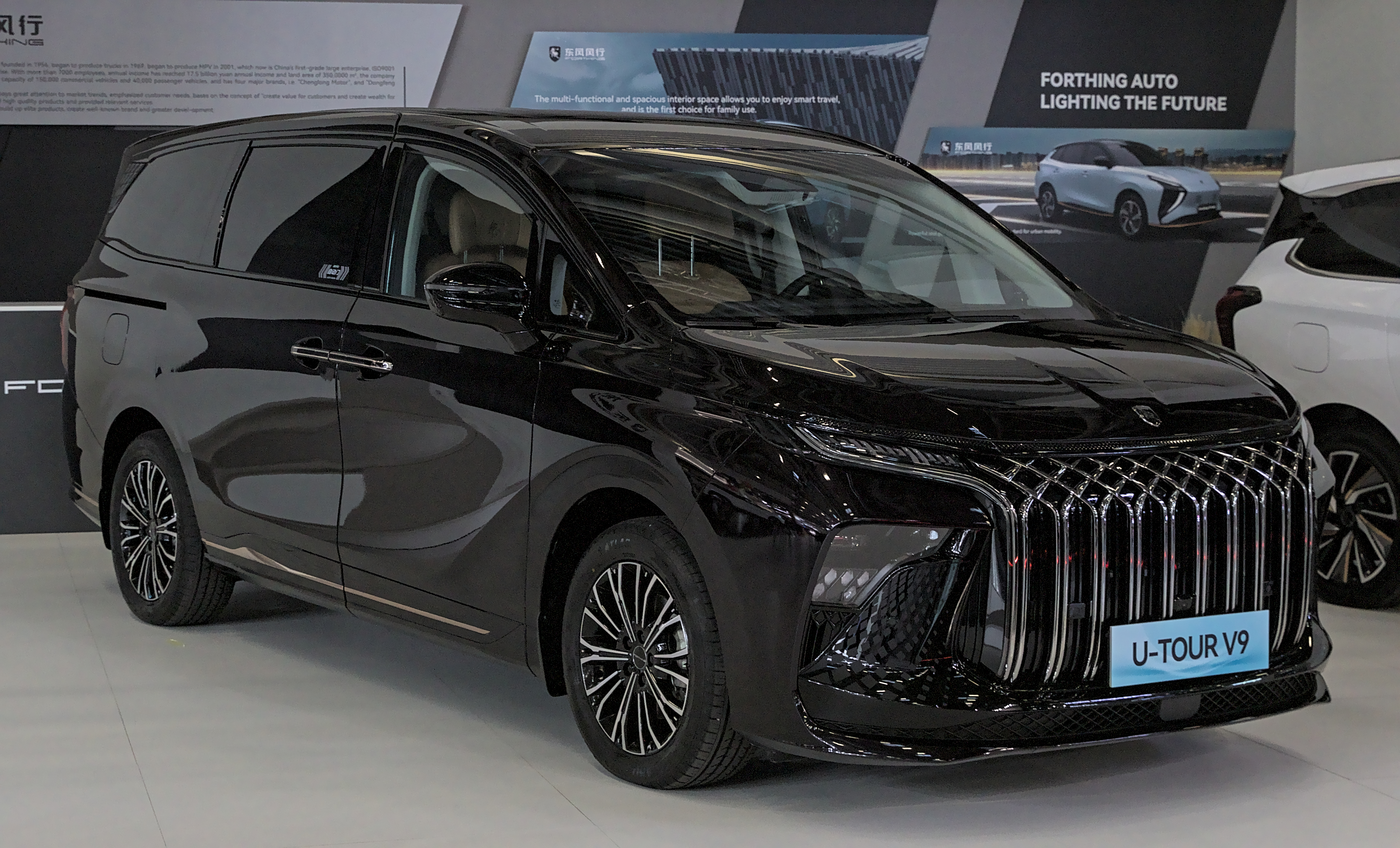
Forthing Yacht V9
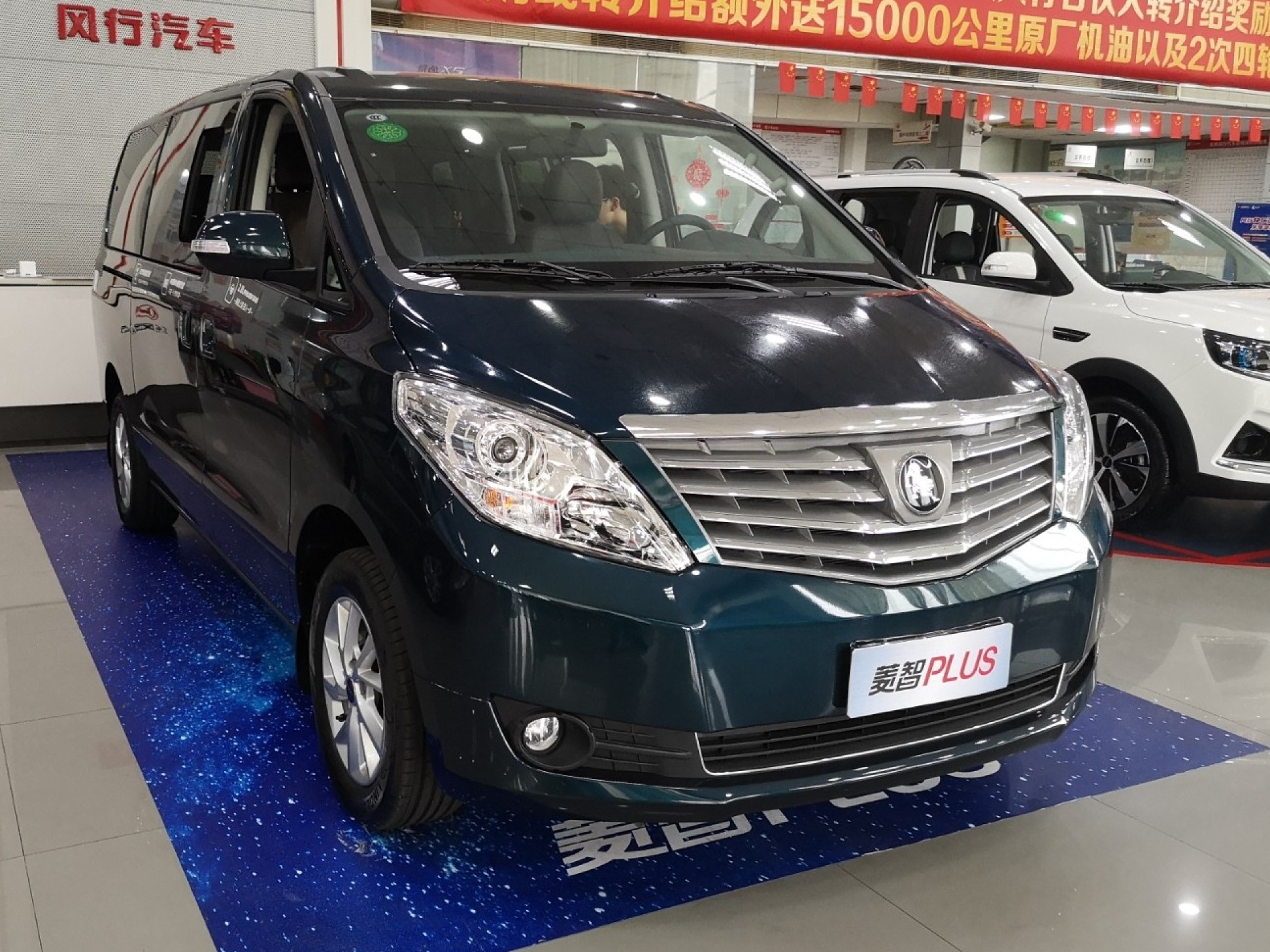
Forthing Lingzhi Plus
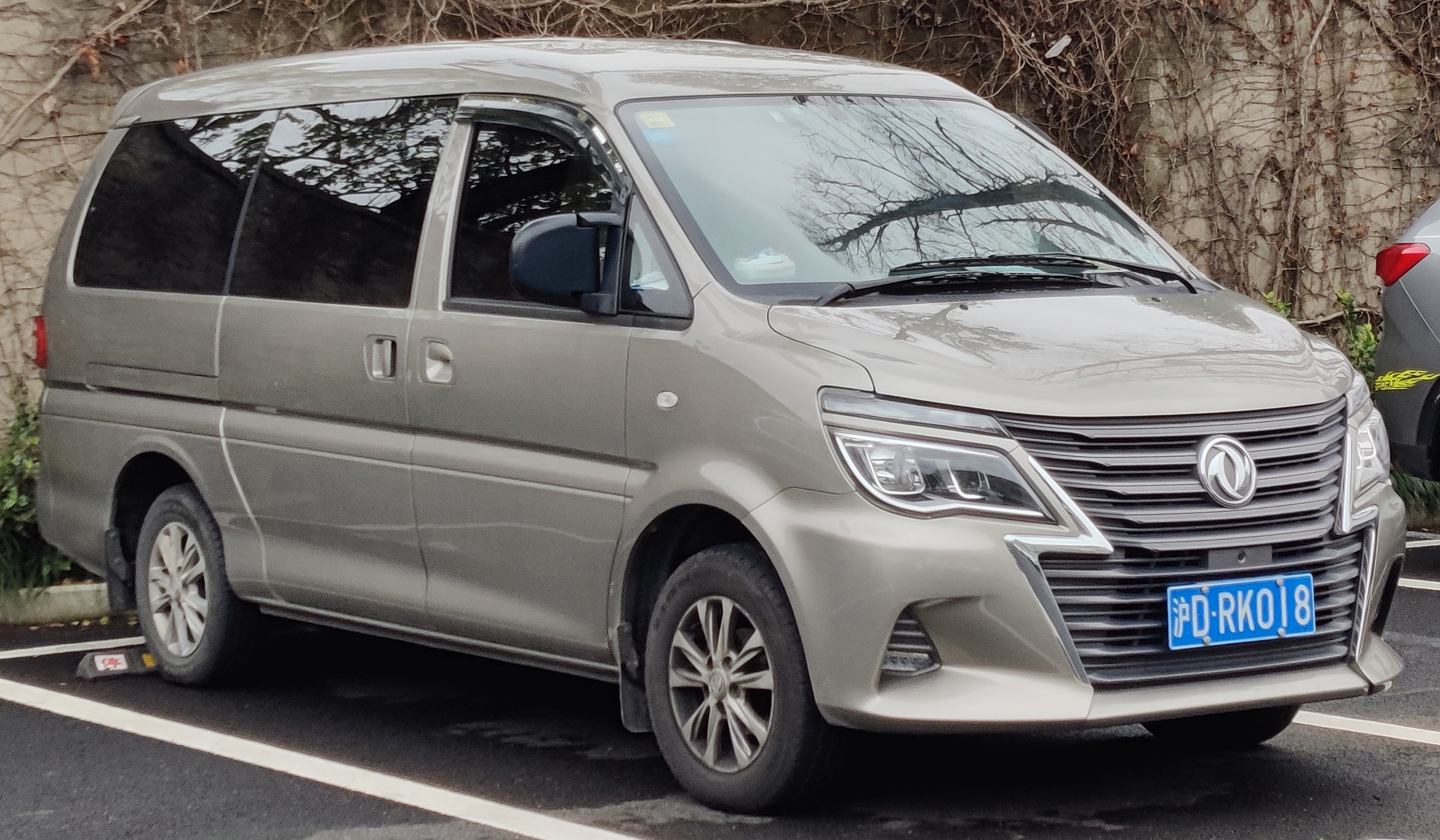
Forthing Lingzhi M5
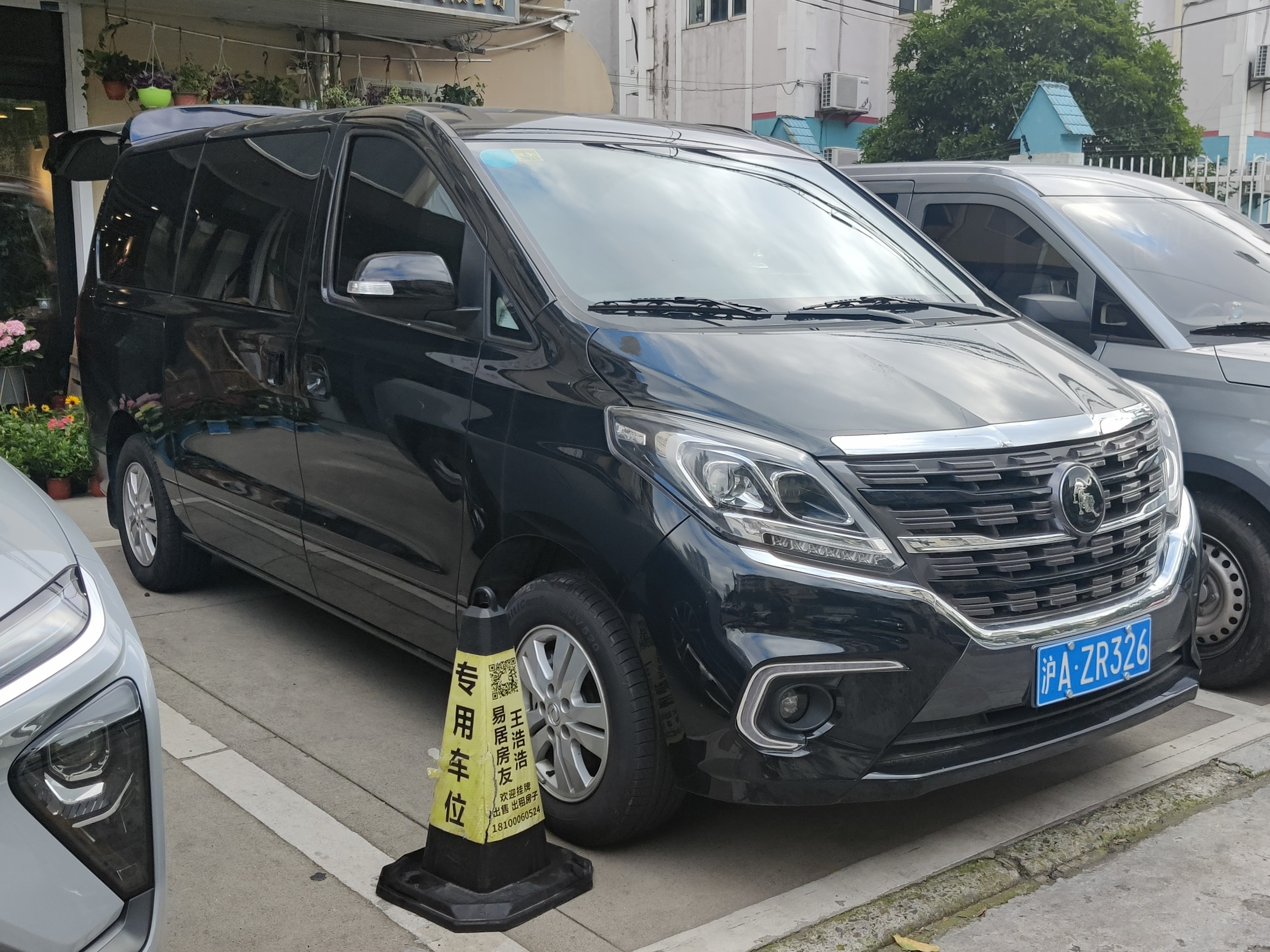
Forthing M7
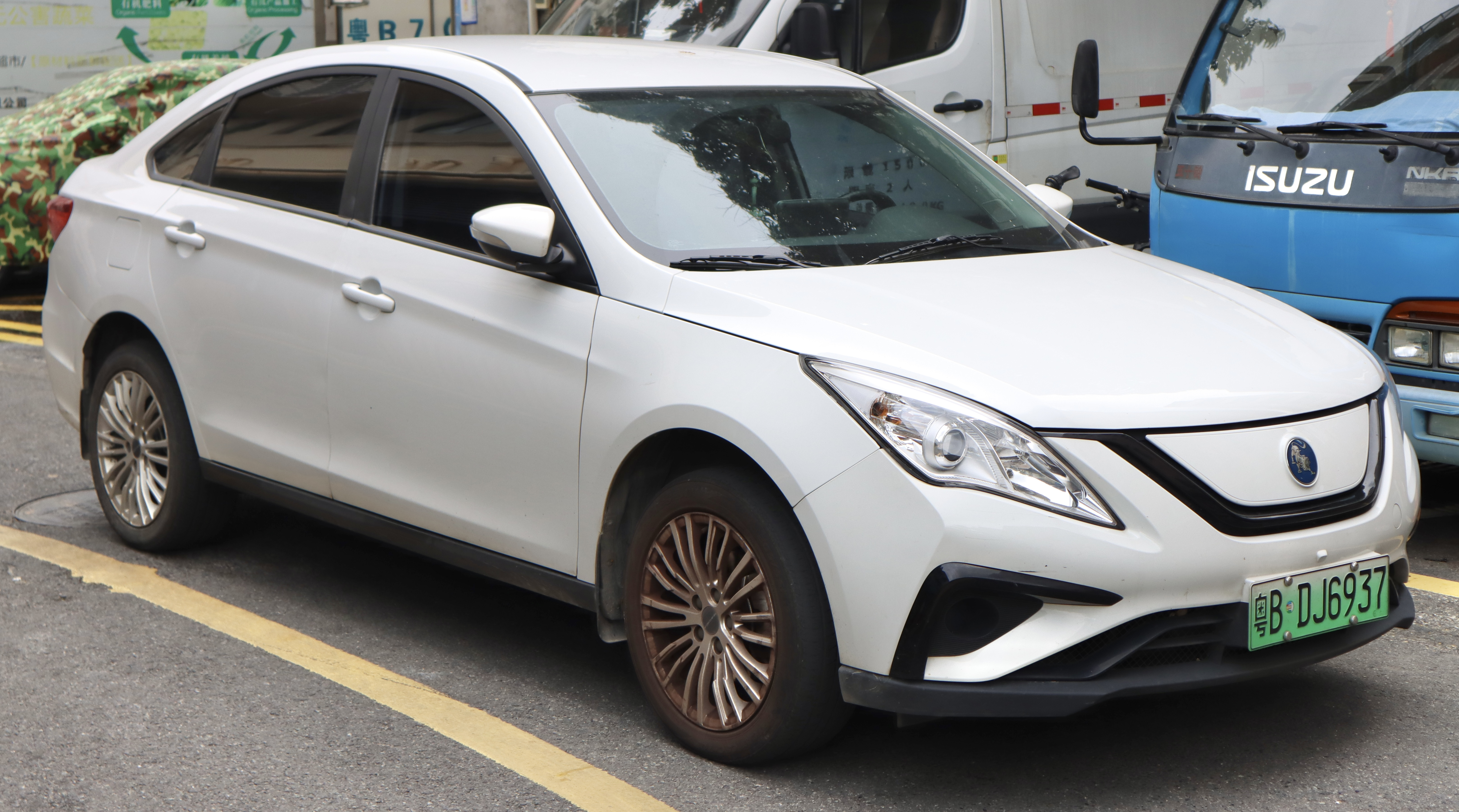
Forthing Jingyi S50 EV
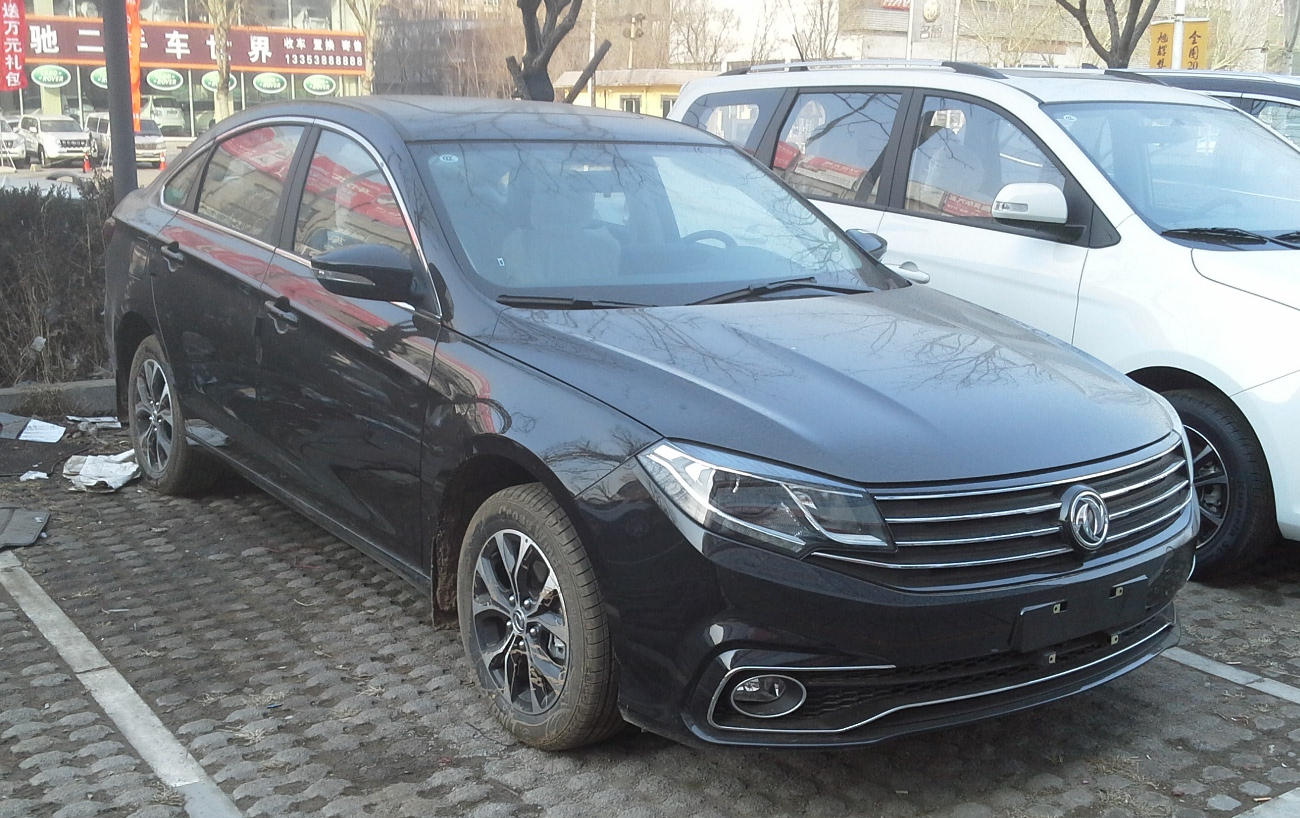
Forthing Jingyi S50
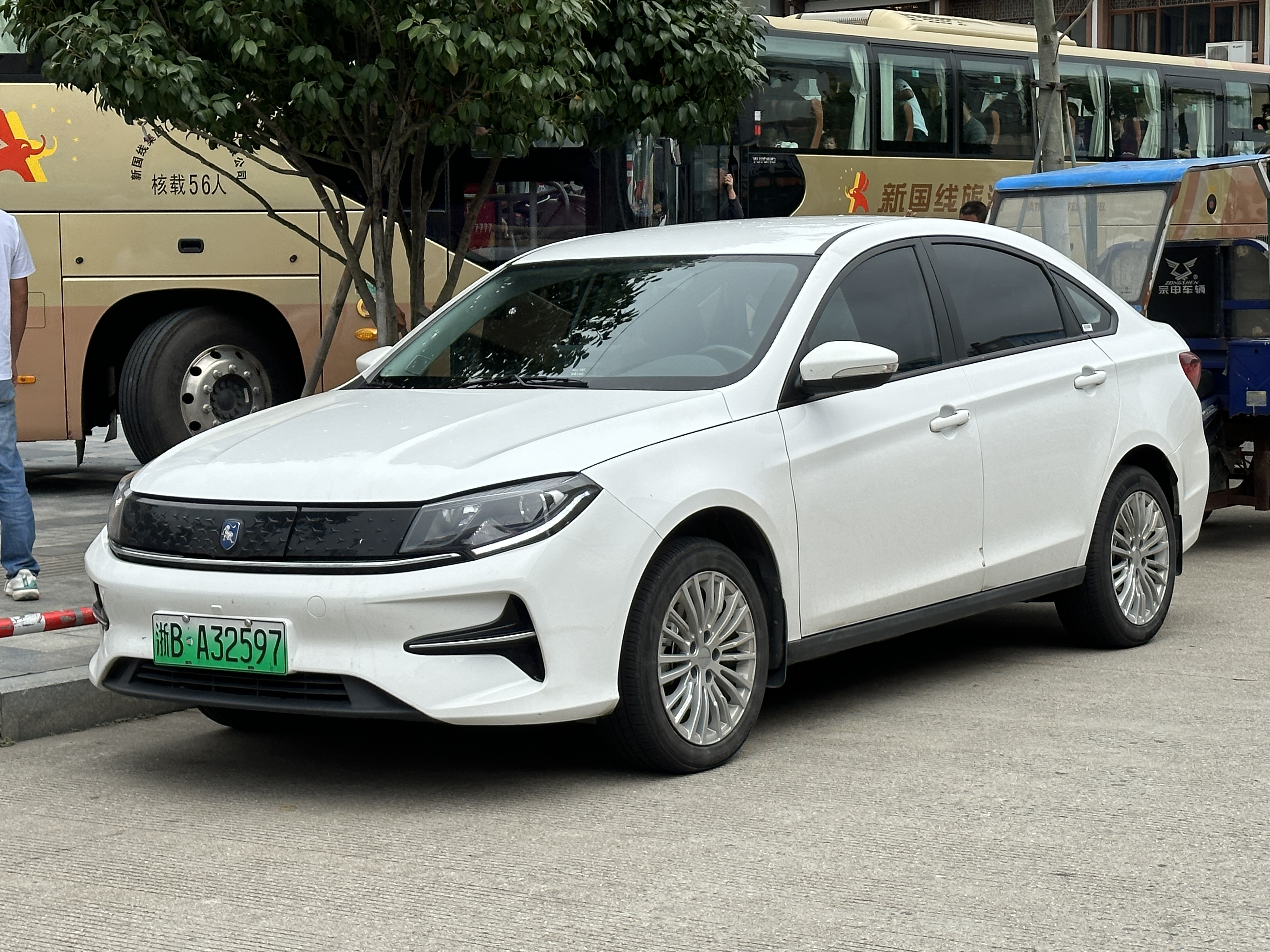
Forthing S60 EV

### Модели, снятые с производства
- Forthing T5L (2019—2021), среднеразмерный кроссовер

- Forthing Jingyi X3 (2014—2019), малолитражный кроссовер
- Forthing Jingyi X5 (2013—2021), компактный кроссовер
- Forthing Jingyi X6 (2016—2017), среднеразмерный кроссовер
- Forthing S500 (2016—2017), компактный MPV

- Forthing F600 (2016—2019), полноразмерный MPV
- Forthing CM7 (2014—2018), полноразмерный MPV
- Forthing M6 (2019—2020), компактный MPV

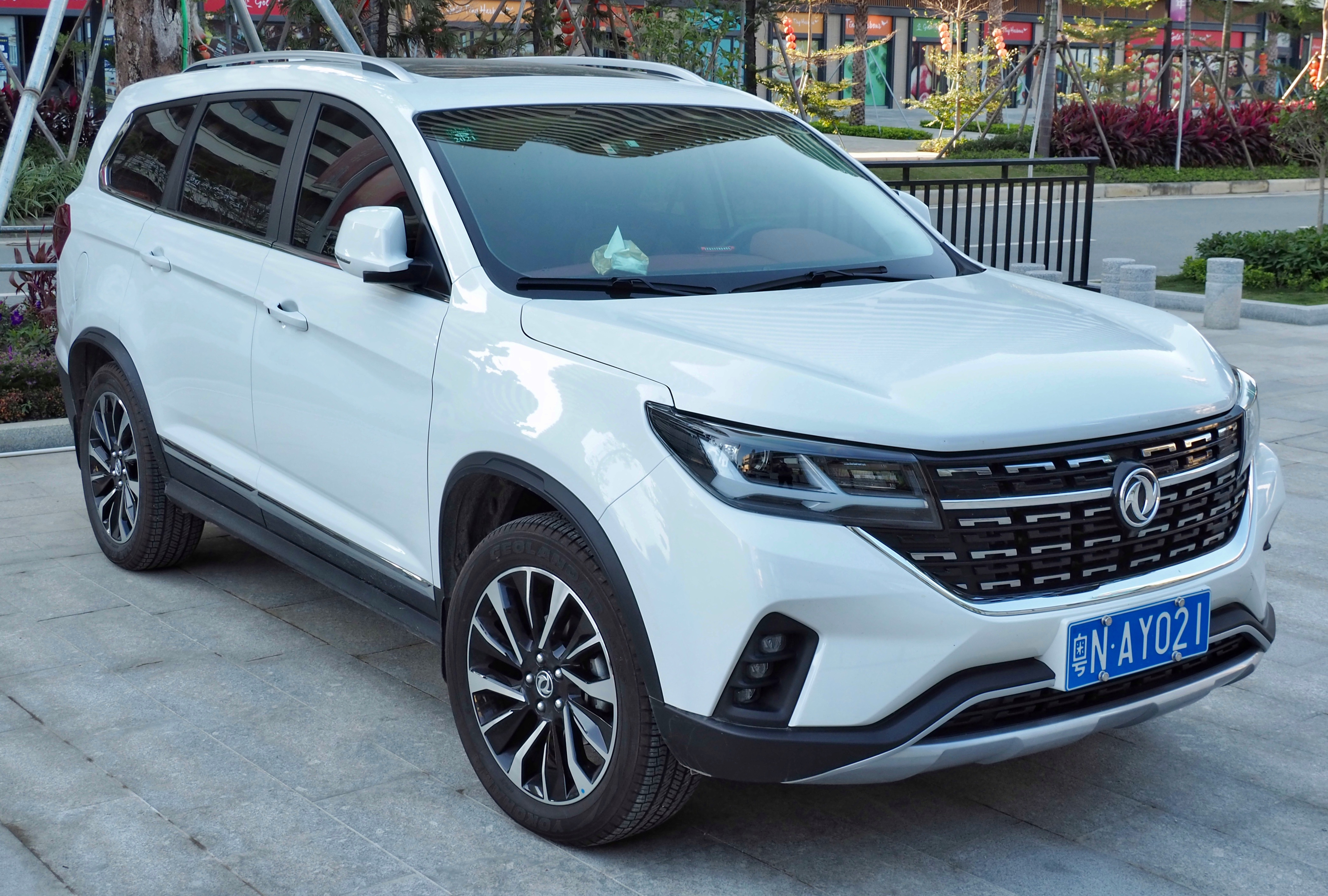
Forthing T5L
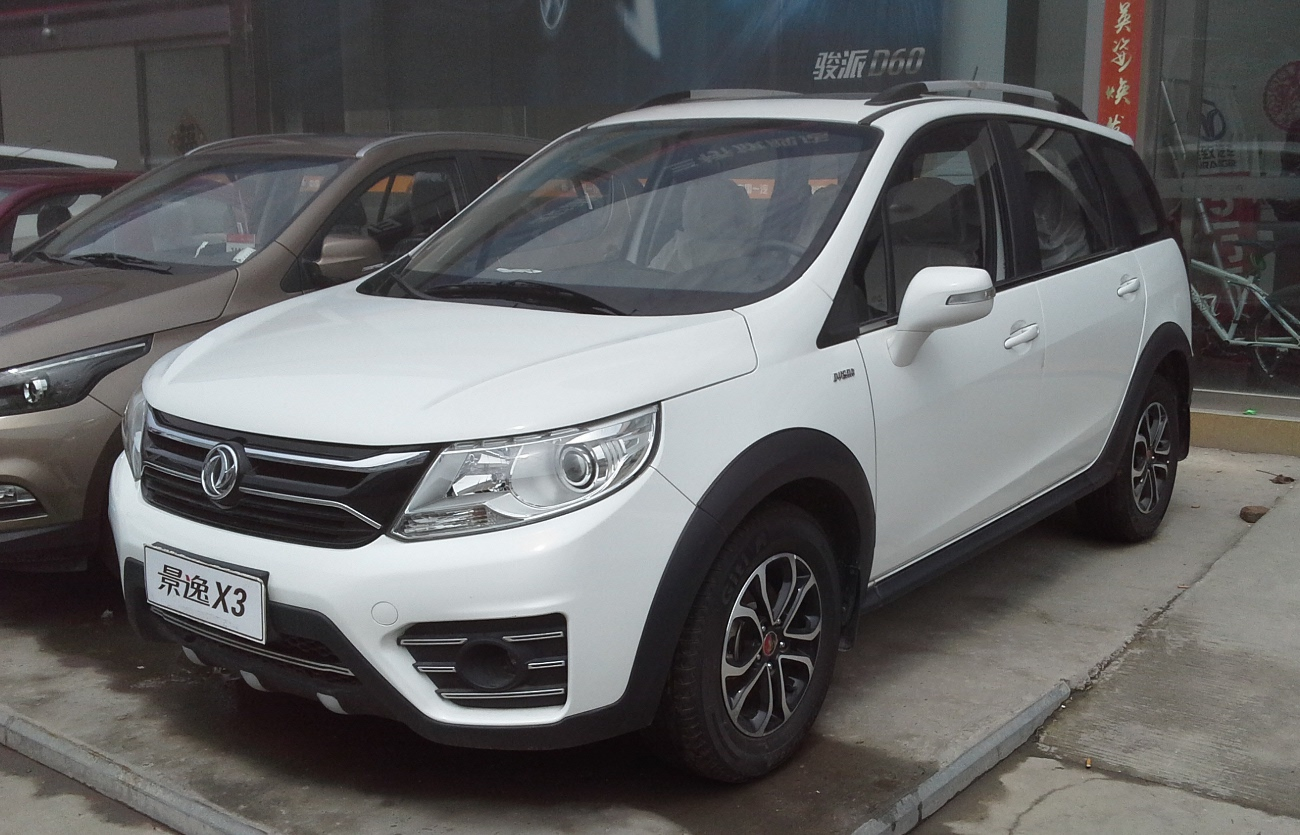
Forthing Jingyi X3
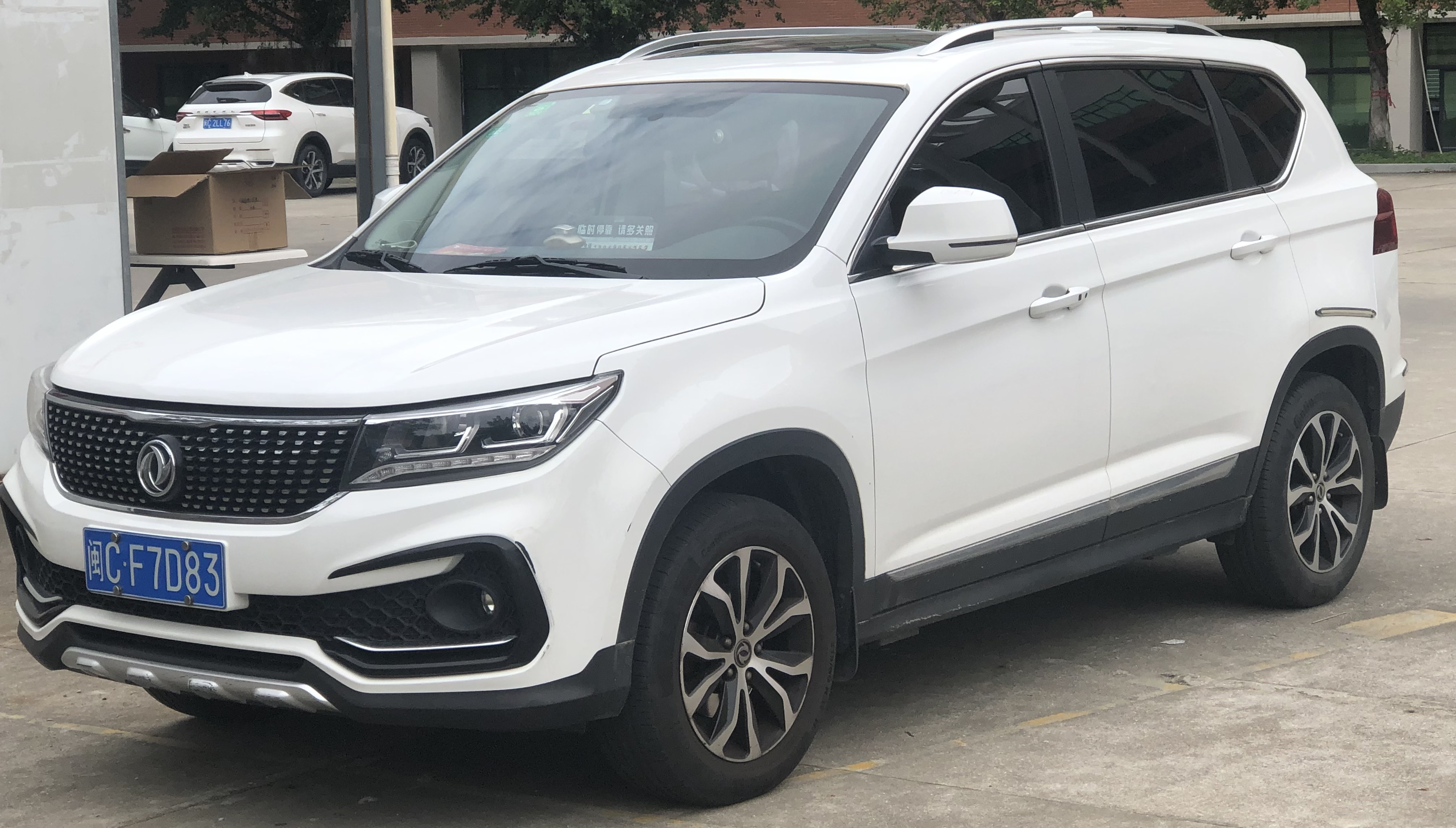
Forthing Jingyi X5
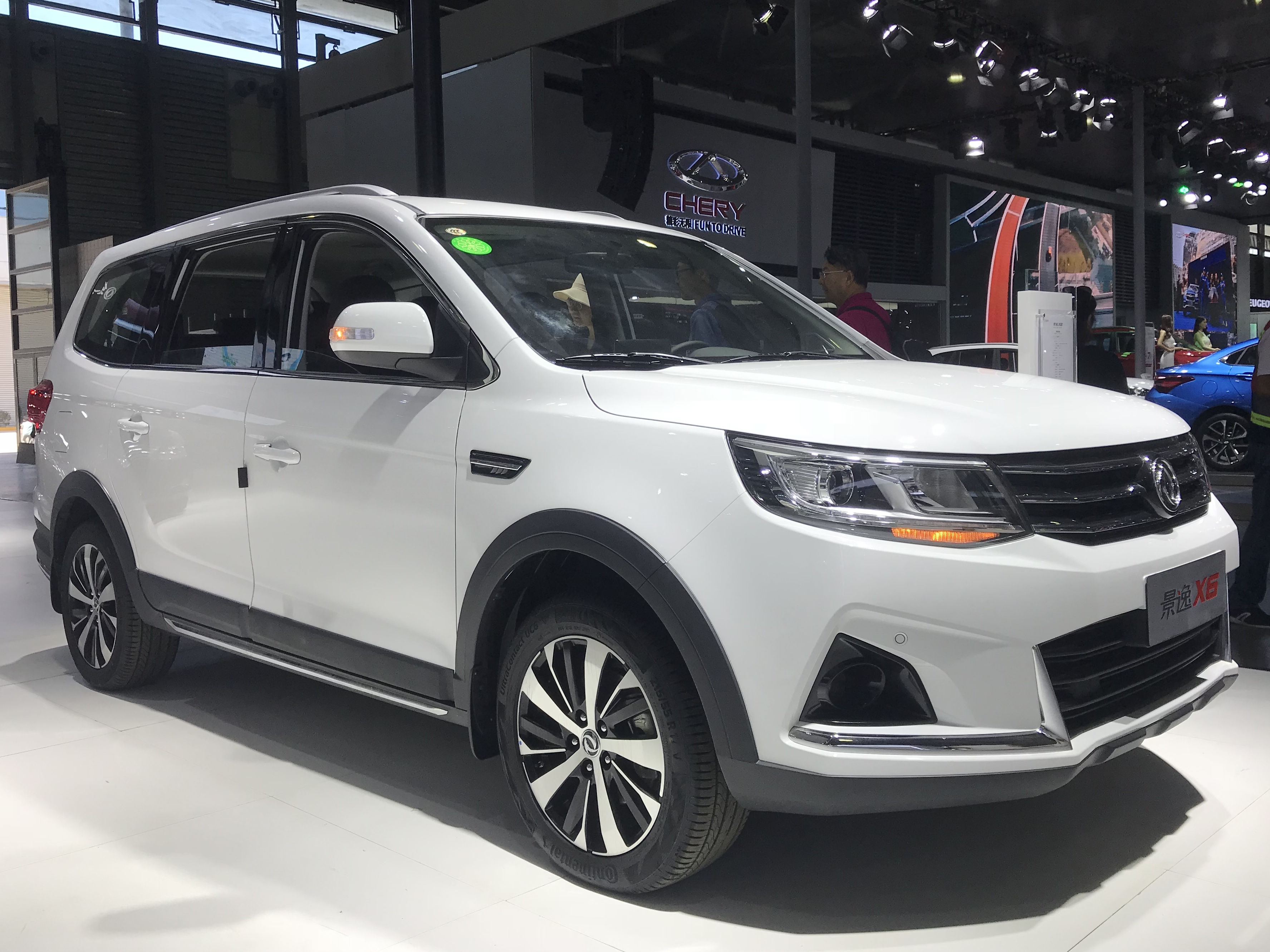
Forthing Jingyi X6
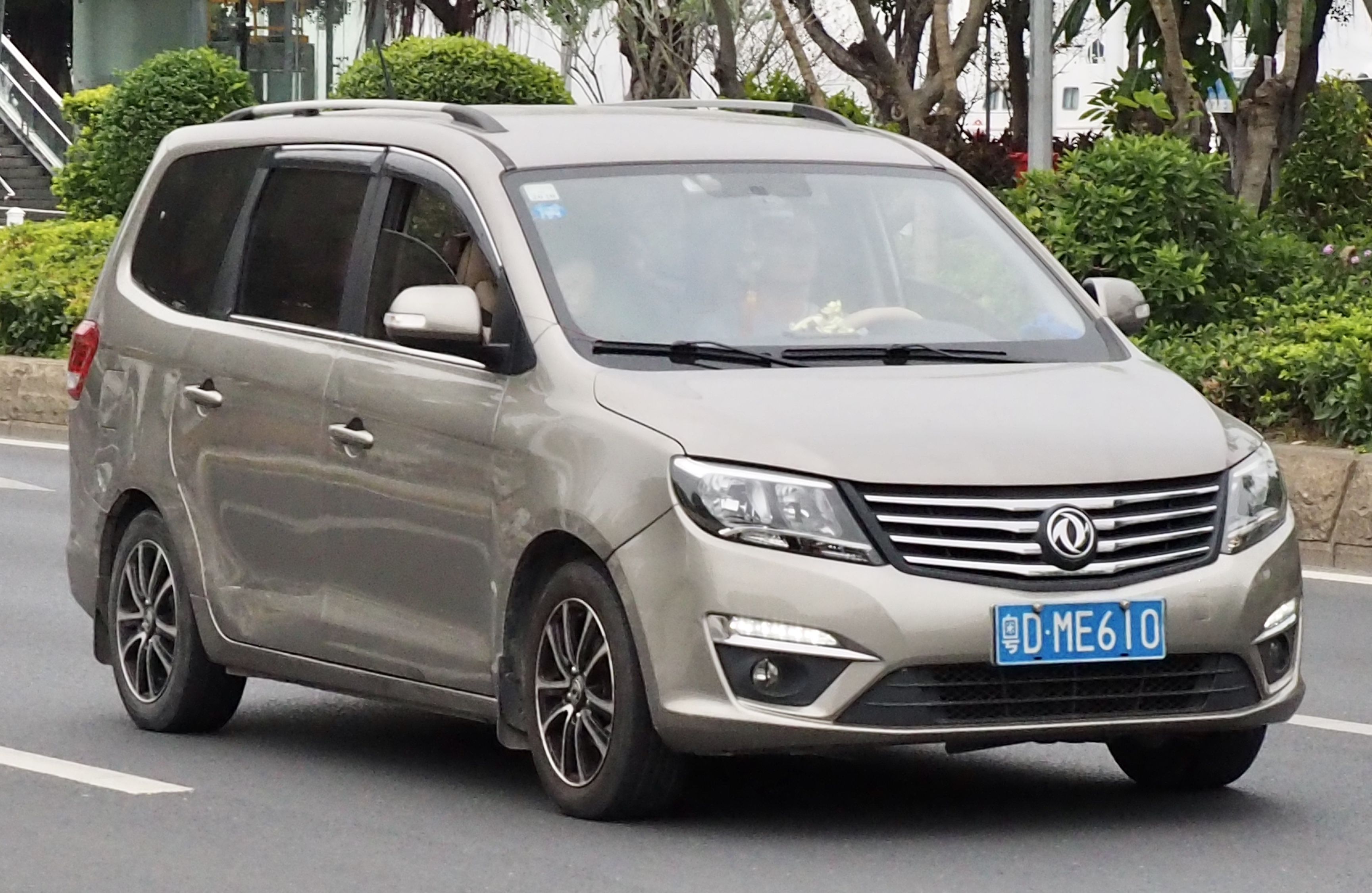
Forthing S500
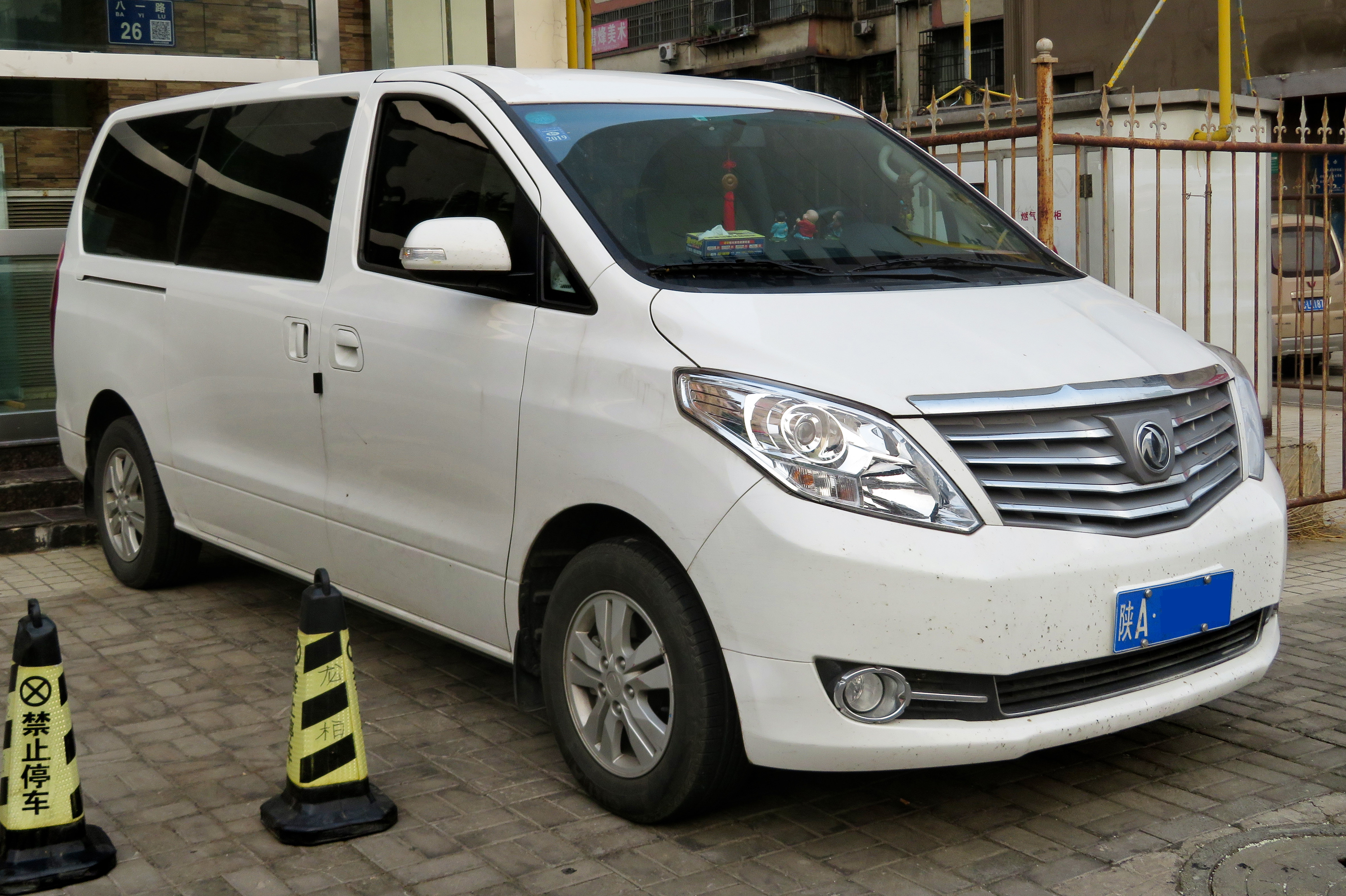
Forthing CM7
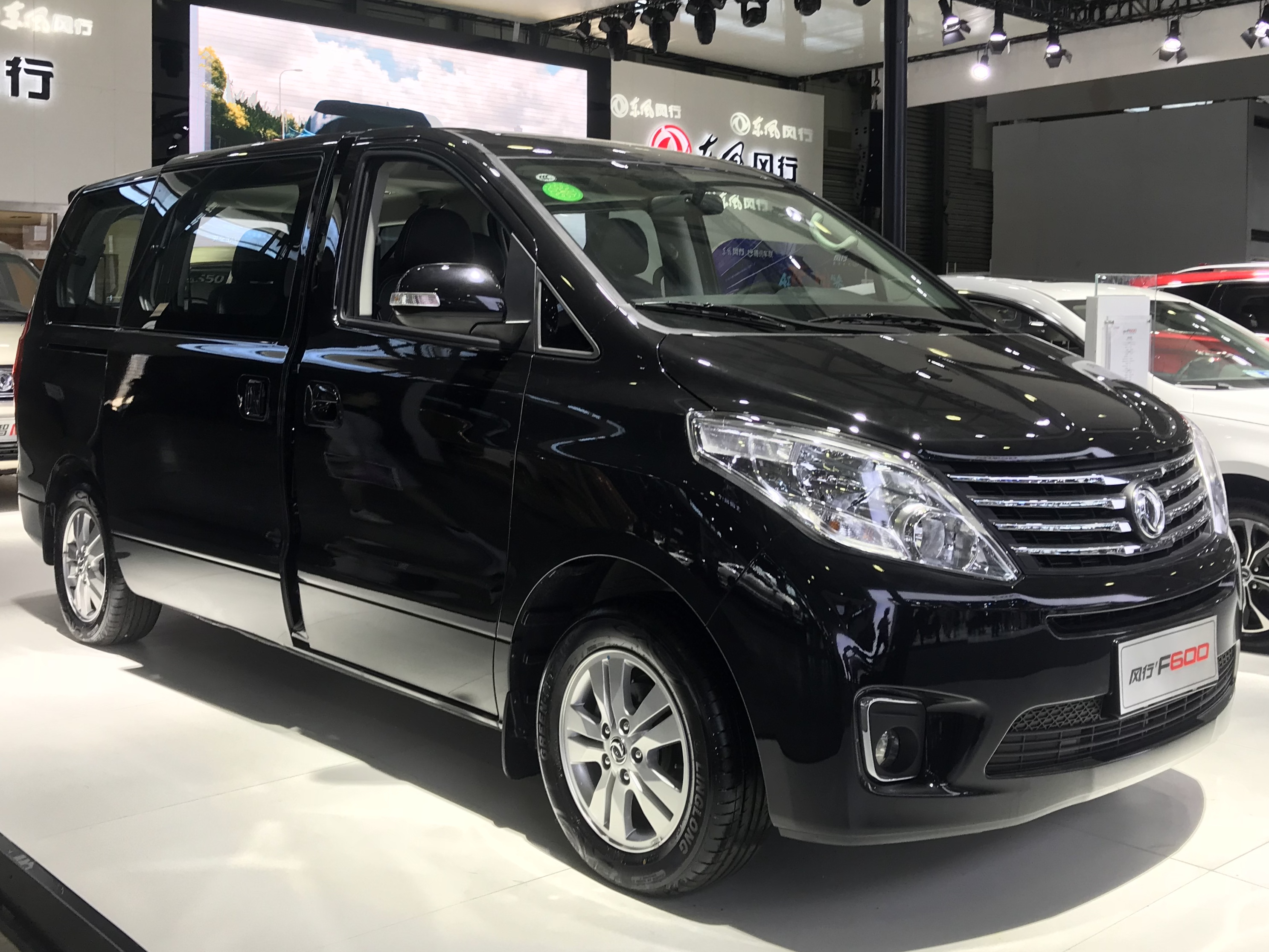
Forthing F600

## Forthing в России
Продажи автомобилей Forthing в России начались в 2023 году. Первой моделью стала Forthing T5 EVO. Официальный представитель бренда в России — компания IXEN Motors RUS. На российском рынке продаётся также Forthing Yacht и гибридная версия T5 EVO — Forthing T5 EVO HEV. Гарантия — 3 года или 100000 км. В планах компании новые модели: минивэн Forthing M7 и кроссовер Forthing T5 Mach (7 мест).